# L'enfer (single)
L'enfer (Nederlands: 'De hel') is een nummer van de Belgische singer-songwriter Stromae dat voor het eerst werd onthuld op 9 januari 2022 met een live optreden tijdens een interview op het avondjournaal van de Franse televisiezender TF1. Hierdoor ging het nummer viraal op social media, en werd het tevens opgepikt door Belgische, Nederlandse en Franse radiozenders. In Vlaanderen kon het nummer na een week al de eerste plaats halen in de Ultratop 50, zijn derde nummer 1-hit in Vlaanderen. In Wallonië werd L'enfer zijn zesde nummer 1-hit.
Stromae heeft het nummer geschreven na een periode van depressie en burn-out. In de tekst zingt hij over de zelfmoordgedachten en eenzaamheid die hij had tijdens zijn depressie.
L'enfer is de tweede single van het album Multitude, dat op 4 maart 2022 uitkwam.

## Hitnoteringen

### Nederlandse Top 40
| Hitnotering: 22-01-2022 t/m 23-04-2022 | Hitnotering: 22-01-2022 t/m 23-04-2022 | Hitnotering: 22-01-2022 t/m 23-04-2022 | Hitnotering: 22-01-2022 t/m 23-04-2022 | Hitnotering: 22-01-2022 t/m 23-04-2022 | Hitnotering: 22-01-2022 t/m 23-04-2022 | Hitnotering: 22-01-2022 t/m 23-04-2022 | Hitnotering: 22-01-2022 t/m 23-04-2022 | Hitnotering: 22-01-2022 t/m 23-04-2022 | Hitnotering: 22-01-2022 t/m 23-04-2022 | Hitnotering: 22-01-2022 t/m 23-04-2022 | Hitnotering: 22-01-2022 t/m 23-04-2022 | Hitnotering: 22-01-2022 t/m 23-04-2022 | Hitnotering: 22-01-2022 t/m 23-04-2022 | Hitnotering: 22-01-2022 t/m 23-04-2022 | Hitnotering: 22-01-2022 t/m 23-04-2022 |
| Week:                                  | 1                                      | 2                                      | 3                                      | 4                                      | 5                                      | 6                                      | 7                                      | 8                                      | 9                                      | 10                                     | 11                                     | 12                                     | 13                                     | 14                                     |                                        |
| -------------------------------------- | -------------------------------------- | -------------------------------------- | -------------------------------------- | -------------------------------------- | -------------------------------------- | -------------------------------------- | -------------------------------------- | -------------------------------------- | -------------------------------------- | -------------------------------------- | -------------------------------------- | -------------------------------------- | -------------------------------------- | -------------------------------------- | -------------------------------------- |
| Positie:                               | 16                                     | 13                                     | 13                                     | 8                                      | 8                                      | 11                                     | 11                                     | 9                                      | 6                                      | 4                                      | 7                                      | 12                                     | 25                                     | 37                                     | uit                                    |

### NederlandseSingle Top 100
| Hitnotering: 22-01-2022 t/m 14-05-2022 | Hitnotering: 22-01-2022 t/m 14-05-2022 | Hitnotering: 22-01-2022 t/m 14-05-2022 | Hitnotering: 22-01-2022 t/m 14-05-2022 | Hitnotering: 22-01-2022 t/m 14-05-2022 | Hitnotering: 22-01-2022 t/m 14-05-2022 | Hitnotering: 22-01-2022 t/m 14-05-2022 | Hitnotering: 22-01-2022 t/m 14-05-2022 | Hitnotering: 22-01-2022 t/m 14-05-2022 | Hitnotering: 22-01-2022 t/m 14-05-2022 | Hitnotering: 22-01-2022 t/m 14-05-2022 | Hitnotering: 22-01-2022 t/m 14-05-2022 | Hitnotering: 22-01-2022 t/m 14-05-2022 | Hitnotering: 22-01-2022 t/m 14-05-2022 | Hitnotering: 22-01-2022 t/m 14-05-2022 | Hitnotering: 22-01-2022 t/m 14-05-2022 | Hitnotering: 22-01-2022 t/m 14-05-2022 | Hitnotering: 22-01-2022 t/m 14-05-2022 | Hitnotering: 22-01-2022 t/m 14-05-2022 | Hitnotering: 22-01-2022 t/m 14-05-2022 |
| Week:                                  | 1                                      | 2                                      | 3                                      | 4                                      | 5                                      | 6                                      | 7                                      | 8                                      | 9                                      | 10                                     | 11                                     | 12                                     | 13                                     | 14                                     | 15                                     | 16                                     | 17                                     | 18                                     |                                        |
| -------------------------------------- | -------------------------------------- | -------------------------------------- | -------------------------------------- | -------------------------------------- | -------------------------------------- | -------------------------------------- | -------------------------------------- | -------------------------------------- | -------------------------------------- | -------------------------------------- | -------------------------------------- | -------------------------------------- | -------------------------------------- | -------------------------------------- | -------------------------------------- | -------------------------------------- | -------------------------------------- | -------------------------------------- | -------------------------------------- |
| Positie:                               | 47                                     | 12                                     | 15                                     | 13                                     | 10                                     | 12                                     | 11                                     | 11                                     | 6                                      | 9                                      | 14                                     | 17                                     | 18                                     | 22                                     | 30                                     | 56                                     | 74                                     | 93                                     | uit                                    |

### Ultratop 50 Vlaanderen
| Hitnotering: 16-01-2022 t/m 14-05-2022 | Hitnotering: 16-01-2022 t/m 14-05-2022 | Hitnotering: 16-01-2022 t/m 14-05-2022 | Hitnotering: 16-01-2022 t/m 14-05-2022 | Hitnotering: 16-01-2022 t/m 14-05-2022 | Hitnotering: 16-01-2022 t/m 14-05-2022 | Hitnotering: 16-01-2022 t/m 14-05-2022 | Hitnotering: 16-01-2022 t/m 14-05-2022 | Hitnotering: 16-01-2022 t/m 14-05-2022 | Hitnotering: 16-01-2022 t/m 14-05-2022 | Hitnotering: 16-01-2022 t/m 14-05-2022 | Hitnotering: 16-01-2022 t/m 14-05-2022 | Hitnotering: 16-01-2022 t/m 14-05-2022 | Hitnotering: 16-01-2022 t/m 14-05-2022 | Hitnotering: 16-01-2022 t/m 14-05-2022 | Hitnotering: 16-01-2022 t/m 14-05-2022 | Hitnotering: 16-01-2022 t/m 14-05-2022 | Hitnotering: 16-01-2022 t/m 14-05-2022 | Hitnotering: 16-01-2022 t/m 14-05-2022 | Hitnotering: 16-01-2022 t/m 14-05-2022 |
| Week:                                  | 1                                      | 2                                      | 3                                      | 4                                      | 5                                      | 6                                      | 7                                      | 8                                      | 9                                      | 10                                     | 11                                     | 12                                     | 13                                     | 14                                     | 15                                     | 16                                     | 17                                     | 18                                     |                                        |
| -------------------------------------- | -------------------------------------- | -------------------------------------- | -------------------------------------- | -------------------------------------- | -------------------------------------- | -------------------------------------- | -------------------------------------- | -------------------------------------- | -------------------------------------- | -------------------------------------- | -------------------------------------- | -------------------------------------- | -------------------------------------- | -------------------------------------- | -------------------------------------- | -------------------------------------- | -------------------------------------- | -------------------------------------- | -------------------------------------- |
| Positie:                               | 7                                      | 1                                      | 3                                      | 2                                      | 3                                      | 3                                      | 2                                      | 3                                      | 1                                      | 4                                      | 13                                     | 16                                     | 13                                     | 15                                     | 22                                     | 21                                     | 35                                     | 43                                     | uit                                    |

### NPO Radio 2 Top 2000
| Nummer met noteringen in de NPO Radio 2 Top 2000 | '22 | '23 | '24 |
| ------------------------------------------------ | --- | --- | --- |
| L'enfer                                          | 395 | 249 | 312 |

1. ↑  Een vetgedrukt getal geeft de hoogste notering aan.
2. ↑  2022 was het eerste jaar met een notering voor dit nummer.